# 紐約地鐵R211型列車
紐約地鐵R211型列車是紐約地鐵新技術列車之一，由川崎重工業製造，供紐約地鐵B分部及史泰登島鐵路。R211型列車將取代在史泰登島鐵路上運行的所有R44型以及所有R46型列車。訂講分為三部分：R211A及R211T型列車供地鐵使用，R211S型列車則供史泰登島鐵路使用。 R211T型採用車廂貫通道，是紐約地鐵所有車輛中首次。基礎訂講為535節，後續可選擇增至1,077節車廂。
R211型列車的訂購計劃於2011年開展。設計於2012年開展，當時預計車長為75-英尺（23-）。2015年車長改為60英尺（18），而2016年7月送出首份計劃書請求。計劃書多次變更後，大都會運輸署於2018年1月批出合約予川崎重工業。試驗車輛於2021年6月送抵，設有更寬的車門、資訊顯示屏、Wi-Fi、LED照明走道、貫通道與LED內部照明。